# Хатамов, Кара
Кара Хатамов — советский хозяйственный, государственный и политический деятель, Герой Социалистического Труда.

## Биография
Родился 10 июля 1907 году в селе Пальварт. Член КПСС с 1941 года.
С 1920 года — на хозяйственной, общественной и политической работе. В 1920—1956 гг. — матрос лямочного каюка в речном караване, в Среднеазиатском пароходстве, рулевой и помощник капитана пароходов «Дзержинский» и «Освобожденный труд», лоцман, капитан пароходов «15 лет Октября», «Большевик», «Атабаев», «Дехканин», капитан пароходов «Иосиф Сталин» и «Чарджоу» Среднеазиатского государственного пароходства, капитан судов «Передовик» и «Папанин», капитан теплохода «Перов» Среднеазиатского государственного пароходства Министерства морского флота СССР.
Указом Президиума Верховного Совета СССР от 3 августа 1960 года присвоено звание Героя Социалистического Труда с вручением ордена Ленина и золотой медали «Серп и Молот».
Умер 4 марта 1978 года в Термезе, похоронен там же.